# Тихі палісади
«Тихі палісади» («Pacific Palisades») — французька кінокомедія 1990 року, знята режисером Бернаром Шміттом, з Софі Марсо у головній ролі.

## Сюжет
Француженка вирушає до Лос-Анджелесу, щоб працювати офіціанткою, але, як з'ясовується, на неї ніхто не чекав. На чужині вона закохується у друга своєї нової подруги.

## У ролях
- Софі Марсо — Бернардет
- Адам Коулмен Говард — Бен
- Енн І Керрі — Ліза
- Керолайн Грімм — Маріон
- Вірджинія Кейперс — Ширлі
- Вірджіл Фрай — людина в кепці
- Діана Бартон — Джілл
- Сідні Лесік — містер Бір
- Мааїке Жансан — мати
- Ізабель Мерго — Сандрін
- Жерар Суруг — Ремі
- Мішель Амфу — портьє
- Памелла Д'Пелла — епізод
- Тоні Безіл — Дезіре
- Валері Муро — Мімі
- Фаріда Гельфа — Жюлі
- Андре Вайнфельд — француз
- Бернар Верлі — епізод

## Знімальна група
- Режисер — Бернар Шмітт
- Сценаристи — Маріон Верну, Бернар Шмітт
- Оператор — Марсьяль Барро
- Композитори — Ролан Романеллі, Жан-Жак Гольдман
- Продюсери — Лізе Файолль, Бернар Верлі